# Magnézium-szulfát
| Magnézium-szulfát                                                                                               |                                                             |
| Magnézium-szulfát anhidrát formában                                                                             |                                                             |
| |                                                             |
| IUPAC-név | Magnézium-szulfát (anhidrát); Magnézium-szulfát heptahidrát |
| Más nevek | Keserűsó, Epsom-só; E518                                    |
| Kémiai azonosítók                                                                                               |                                                             |
| CAS-szám | 7487-88-9                                                   |
| PubChem | 24083                                                       |
| ChemSpider | 22515                                                       |
| EINECS-szám | 231-298-2                                                   |
| DrugBank | DB00653                                                     |
| KEGG | D01108                                                      |
| ChEBI | 32599                                                       |
| RTECS szám | OM4500000                                                   |
| ATC kód | A06AD04, A12CC02 B05XA05 D11AX05 V04CC02                    |
| Gyógyszer szabadnév                                                                                             | magnesium sulfate                                           |
| Gyógyszerkönyvi név                                                                                             | Magnesii sulfas heptahydricus                               |
| InChIKey | CSNNHWWHGAXBCP-UHFFFAOYSA-L                                 |
| Beilstein | 4208125                                                     |
| UNII | ML30MJ2U7I                                                  |
| ChEMBL | CHEMBL2021423                                               |
| Kémiai és fizikai tulajdonságok                                                                                 |                                                             |
| Kémiai képlet                                                                                                   | MgSO4 (anhidrát); MgSO4·7H2O                                |
| Moláris tömeg                                                                                                   | 120,415 g                                                   |
| Megjelenés | fehér, kristályos por                                       |
| Sűrűség | 2,66 g/mL, szilárd                                          |
| Olvadáspont | 1124 °C elbomlik                                            |
| Oldhatóság (vízben)                                                                                             | 25,5 g/100 ml (20 °C)                                       |
| Kristályszerkezet                                                                                               |                                                             |
| Kristályszerkezet                                                                                               | monoklin (hidrát)                                           |
| Veszélyek |                                                             |
| EU osztályozás                                                                                                  | nincsenek veszélyességi szimbólumok                         |
| R mondatok | (nincs)                                                     |
| S mondatok | (nincs)                                                     |
| Rokon vegyületek                                                                                                |                                                             |
| Azonos anion | kalcium-szulfát; alumínium-szulfát                          |
| Ha másként nem jelöljük, az adatok az anyag standardállapotára (100 kPa) és 25 °C-os hőmérsékletre vonatkoznak. |                                                             |

A magnézium-szulfát egy a magnézium és a kénsav által alkotott só, melynek képlete MgSO4. Sokszor heptahidrát formában fordul elő (MgSO4·7H2O). Egyéb nevei a keserűsó, vagy Epsom-só. Az anhidrát (vízmentes) formáját szárítóanyagként is alkalmazzák. Mivel az anhidrát higroszkópos anyag, ezért a mennyiségét nehéz mérni, mert a levegőből vizet zár magába, növelve ezzel tömegét.

## Mezőgazdasági alkalmazása
A mezőgazdaságban a talaj magnéziumtartalmának növelésére használják (a magnézium a klorofill előállításának lényeges eleme). Általában nagy magnéziumigényű növények, elsősorban burgonya, paprika, paradicsom és rózsa trágyázásában alkalmazzák. Előnye (más magnéziumtartalmú anyagokhoz, például a dolomithoz képest), hogy a víz jól oldja, így hamarabb bekerül a talajba, és ezáltal a növény hamarabb tudja hasznosítani, továbbá hogy a növények lombtrágyázással a leveleiken keresztül is fel tudják szívni.

## Gyógyszerészeti felhasználás
- A magnézium-szulfát szájon át a szervezetbe juttatva elősegíti a bélmozgásokat, hashajtó hatása van. Ezen kívül
- Hypomagnézemia (a vér alacsony magnéziumtartalma) esetén alkalmazható
- Hörgőtágító hatása miatt az asztma kezelésében használható[3]
- Epsom-sóként való felhasználása fibromyalgia és osteoporosis esetén hosszan tartó, hatékony fájdalomcsökkenést eredményez[4]
- Egy 2004-es tanulmány szerint fürdősóként alkalmazva 1%-os töménységben, a bőrön keresztül a szervezetbe jut.[5]
- Terhes nők esetén a magas vérnyomás esetén alkalmazható
- Késlelteti a szülést, ezért a koraszülés meggátlására is használják
- Báriummérgezés esetén elsősegélyként adható
- Pattanások kezelésére is alkalmazzák.

## Használata a szerves kémiában
Laboratóriumi körülmények között a magnézium-szulfát anhidrát változatát a víz szerves anyagokból való eltávolítására alkalmazzák.
Számos egyéb szervetlen szulfát-sót is használnak a szerves oldatokban található víz eltávolításra, például a nátrium-szulfátot, vagy a kalcium-szulfátot.

## Élelmiszeripari felhasználás
Élelmiszerek esetén elsősorban az ásványianyag-tartalom növelésére, valamint állagmegőrzésre alkalmazzák, E518 néven. Főként konzerv zöldségekben, sörökben és táplálék-kiegészítőkben fordulhat elő. Napi maximum beviteli mennyisége nincs meghatározva, de nagy koncentrációban hashajtó hatású.

## Egyéb felhasználás
- Terápiás fürdősóként is alkalmazzák. A vízben nagy koncentrációban jelentősen megnöveli a víz felhajtóerejét, így az ember lebeg az oldatban.
- Törött lávalámpák javítására is használható, mert a vízbe megfelelő mennyiségű magnézium-szulfátot juttatva elérhető a lávalámpa működéséhez szükséges felhajtóerő.
- Akváriumokban a halaknál jelentkező gyulladások csökkentésére is alkalmazzák.[6]